# Joaquim Cardeira da Silva
Joaquim Francisco Rijo Cardeira da Silva ComA (Lagos, 4 de Dezembro de 1920 — Lagos, 21 de Janeiro de 1999), foi um militar português.

## Biografia

### Primeiros anos e família
Nasceu na anhtiga Freguesia de Santa Maria, na cidade de Lagos, em 4 de Dezembro de 1920, sendo filho de Ana da Glória Rijo Cardeira da Silva e de Elias Cardeira da Silva.

### Carreira militar
Seguiu a tradição militar da sua família, tendo-se inscrito no Colégio Militar, onde concluiu o curso com a patente de sargento-cadete, em 1939. Em seguida, frequentou a Faculdade de Ciências de Lisboa, como aluno da Escola do Exército. Quando terminou o curso, possuía a categoria de aspirante a oficial, tendo sido destacado para Lagos. Durante a Segunda Guerra Mundial, foi transferido para os Açores, e em 1944 foi colocado em Faro, cidade onde serviu durante cerca de catorze anos, inicialmente no Regimento de Infantaria, e depois como comandante da Guarda Fiscal do Algarve. Em seguida, ocupou a posição de 2.º comandante da Região Sul da Guarda Fiscal, em Évora, sendo em 1960 colocado numa comissão de serviço no Estado Português da Índia.
Em Goa, serviu no Comando do Agrupamento de Alparqueiros, junto à cidade de Vasco da Gama, tendo acompanhado, até à rendição, o governador Vassalo e Silva. Foi prisioneiro durante seis meses no quartel no qual tinha comandado, tendo regressado a Portugal em 1962. Realizou uma comissão de serviço em Angola, na fronteira Norte de Cabinda, e posteriormente comandou o Regimento de Infantaria de Abrantes e o Centro de Instrução de Sargentos Milicianos de Infantaria, em Tavira. Voltou depois a Angola, onde serviu junto a São Salvador do Zaire.
Em seguida regressou à metrópole, onde exerceu como comandante do Corpo de Alunos do Colégio Militar entre 1967 e 1968. Terminou a sua carreira militar em 1976, como presidente do conselho administrativo da Academia Militar, com o posto de coronel. Em Lagos, foi presidente do núcleo local da Liga dos Combatentes e dedicou-se à realização de actividades culturais e históricas, como a Comissão dos Descobrimentos, Associação do Grupo Coral, Festival Internacional de Música do Algarve, e a Escola de Música de Lagos. Também foi sócio da Sociedade Histórica da Independência de Portugal.

### Família e morte
Faleceu na cidade de Lagos, em 21 de Janeiro de 1999. Estava casado com Liliette dos Anjos Pisa Carracha Correia Maltez Cardeira da Silva, com quem teve cinco filhos.

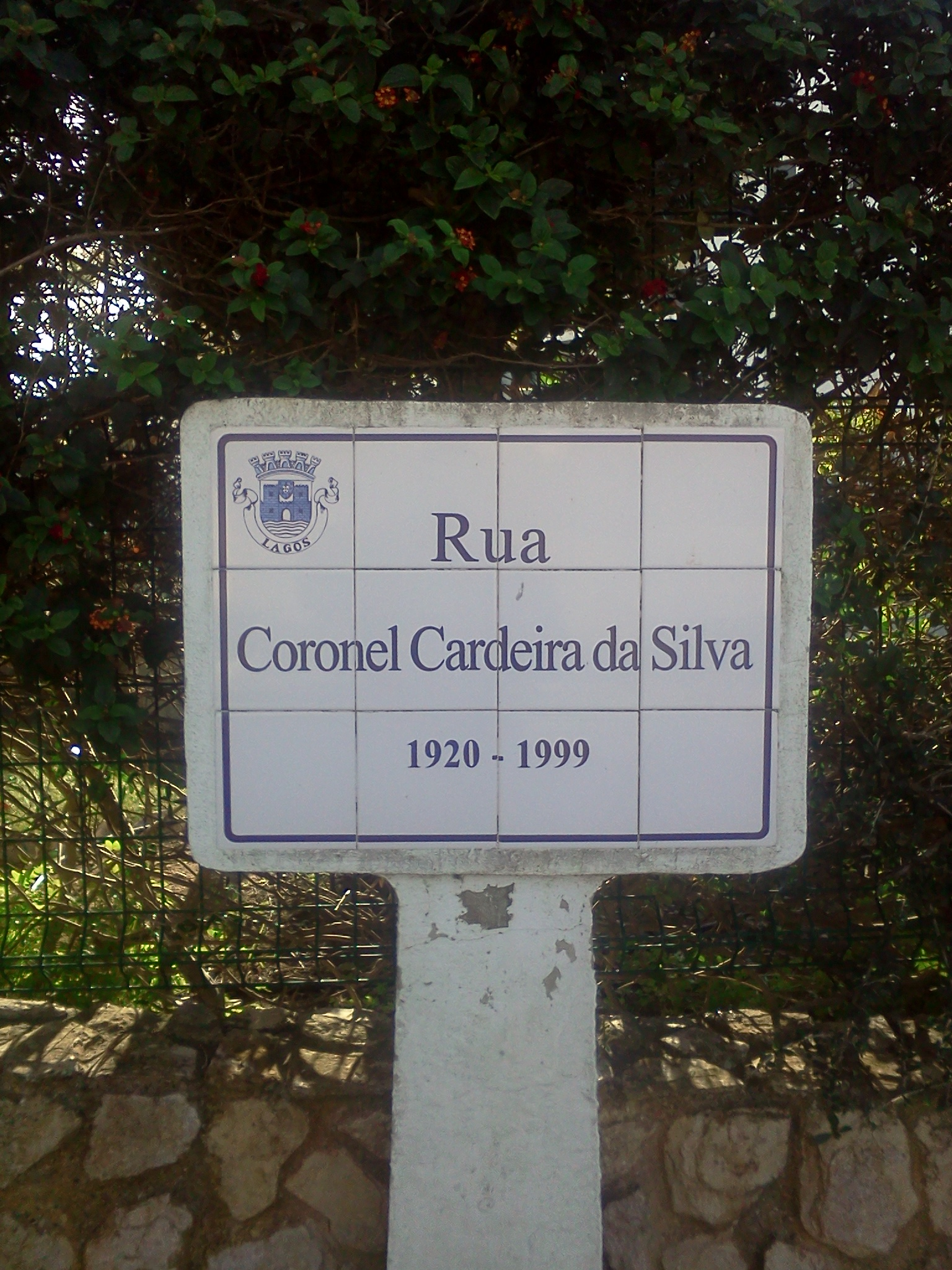
Placa toponímica da Rua Coronel Cardeira da Silva, na cidade de Lagos.

## Prémios e homenagens
Em 19 de Julho de 1962, foi homenageado com a patente de Comendador na Ordem Militar de Avis. O nome de Coronel Cardeira da Silva foi colocado numa rua da cidade de Lagos.